# Lepidodexia comata
Lepidodexia comata är en tvåvingeart som först beskrevs av Aldrich 1925.  Lepidodexia comata ingår i släktet Lepidodexia och familjen köttflugor.
Artens utbredningsområde är Costa Rica. Inga underarter finns listade i Catalogue of Life.